# Cuatro Calas
Cuatro Calas este o arie protejată (sit de importanță comunitară — SCI) din Spania întinsă pe o suprafață de 171,86 ha, integral pe uscat.

## Localizare
Centrul sitului Cuatro Calas este situat la coordonatele 37°23′02″N 1°37′51″W / 37.3839°N 1.6308°V.

## Înființare
Situl Cuatro Calas a fost declarat sit de importanță comunitară în aprilie 1999 pentru a proteja 10 specii de animale.

## Biodiversitate
Situată în ecoregiunea mediteraneană, aria protejată conține 11 habitate naturale: Tufărișuri termo-mediteraneene și de pre-deșert, Pseudostepă cu ierburi și specii anuale de Thero-Brachypodietea, Tufărișuri halofile mediteraneene și termo-atlantice (Sarcocornetea fruticosi), Faleze cu vegetație de Limonium spp. endemic de pe coastele mediteraneene, Vegetație anuală la limita mareei, Stepe sărăturate mediteraneene (Limonietalia), Tufărișuri halo-nitrofile (Pegano-Salsoletea), Matorral arborescenți cu Zyziphus, Dune mobile cu vegetație embrionară, Galerii și tufărișuri riverane sudice (Nerio-Tamaricetea și Securinegion tinctoriae), Dune cu vegetație ierboasă Malcolmietalia.
La baza desemnării sitului se află mai multe specii protejate de  păsări (10): pescăruș albastru (Alcedo atthis), pasărea ogorului (Burhinus oedicnemus), Caprimulgus ruficollis, dumbrăveancă (Coracias garrulus), egretă mică (Egretta garzetta), șoim călător (Falco peregrinus), piciorong (Himantopus himantopus), Oenanthe leucura, chiră mică (Sterna albifrons), turturică (Streptopelia turtur).
Pe lângă speciile protejate, pe teritoriul sitului au mai fost identificate 18 specii de plante, 2 specii de păsări, 1 specie de amfibieni, 1 specie de mamifere, 1 specie de reptile.